# Temple mormon de Colonia Juárez
Le temple mormon de Colonia Juárez est un temple de l’Église de Jésus-Christ des saints des derniers jours situé à Colonia Juárez, dans l’État de Chihuahua, au Mexique. Il a été inauguré le 6 mars 1999.